# Babušnica
Babušnica (cyr. Бабушница) – miasto w Serbii, w okręgu pirockim, siedziba gminy Babušnica. W 2011 roku liczyło 4601 mieszkańców.